# 圖密善劇場

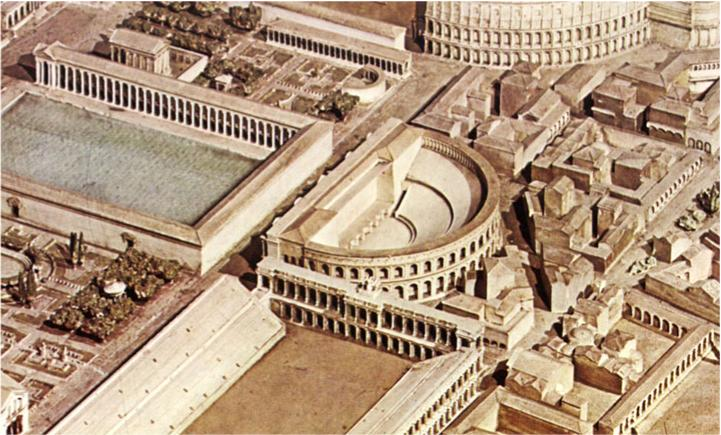
圖密善劇場

圖密善劇場（Odeon of Domitian）是古羅馬劇場之一，位於羅馬戰神廣場。這座劇場用於上演戲劇和音樂競賽，可容納約11,000人觀眾。劇場由圖密善效仿希臘劇場修建。